# هاري سوان
هاري سوان (بالإنجليزية: Harry Swan)‏ هو لاعب كرة قاعدة أمريكي، ولد في 11 أغسطس 1887 في لانكستر في الولايات المتحدة، وتوفي في 9 مايو 1946 في بيتسبرغ في الولايات المتحدة.

## وصلات خارجية
- هاري سوان على موقعبيزبول رفرنس.كوم (الدوري الرئيسي) (الإنجليزية)